# General Las Heras (kommunhuvudort i Argentina)
General Las Heras är en kommunhuvudort i Argentina.   Den ligger i provinsen Buenos Aires, i den centrala delen av landet, 60 km sydväst om huvudstaden Buenos Aires. General Las Heras ligger 41 meter över havet och antalet invånare är 11 331.
Terrängen runt General Las Heras är mycket platt. Runt General Las Heras är det ganska glesbefolkat, med 24 invånare per kvadratkilometer.. Det finns inga andra samhällen i närheten.
Trakten runt General Las Heras består till största delen av jordbruksmark.